# Ljuba Monastirskaja
Ljuba Monastirskaja, gift Kirsh, född 25 september 1906 i Riga, död (skjuten) 30 november 1941 i Rumbula, var en lettisk textilkonstnär. Hon utbildades vid Bauhaus i Dessau 1926–1930.

## Biografi
Ljuba Monastirskaja föddes i en sekulär judisk familj. Hennes far var köpman och hade flyttat till Riga från Tjernigov för att undkomma den nya vågen av pogromer där. Hennes uppväxt i Riga under den senare delen av 1910-talet präglades av dramatiska och omvälvande händelser, vilka var resultat av det första världskriget. Dessa inkluderade två tyska invasioner, två ryska revolutioner, inhemska militärkonflikter och grundandet av Lettland som självständig republik. 

### Utbildning
Monastirskaja studerade som tonåring vid den judiska sekulära skolan i Riga, där hon tog examen 1924. Drygt två år senare, i oktober 1926, påbörjade hon sina studier vid den tyska konst- och designskolan Bauhaus i Dessau, där hon studerade för bland andra Josef Albers, Gunta Stölzl, Marcel Breuer och Georg Muche. I likhet med de allra flesta kvinnliga studenterna vid Bauhaus placerades hon i textilverkstaden. Här kunde hon utveckla sitt hantverkskunnande, men också lära sig nya industriella vävtekniker anpassade för massproduktion och ett modernt bildspråk inspirerat av konstruktivismen. Hennes studietid i Dessau sammanföll med Weimarrepublikens mest färgstarka och kreativa period, något som Bauhaus var en viktig del av. Det var en tid som var förhållandevis stabil, politiskt sett, med god ekonomisk tillväxt, och som såg nya stilideal, sociala normer och moderna teknologier förändra kultur- och vardagslivet.

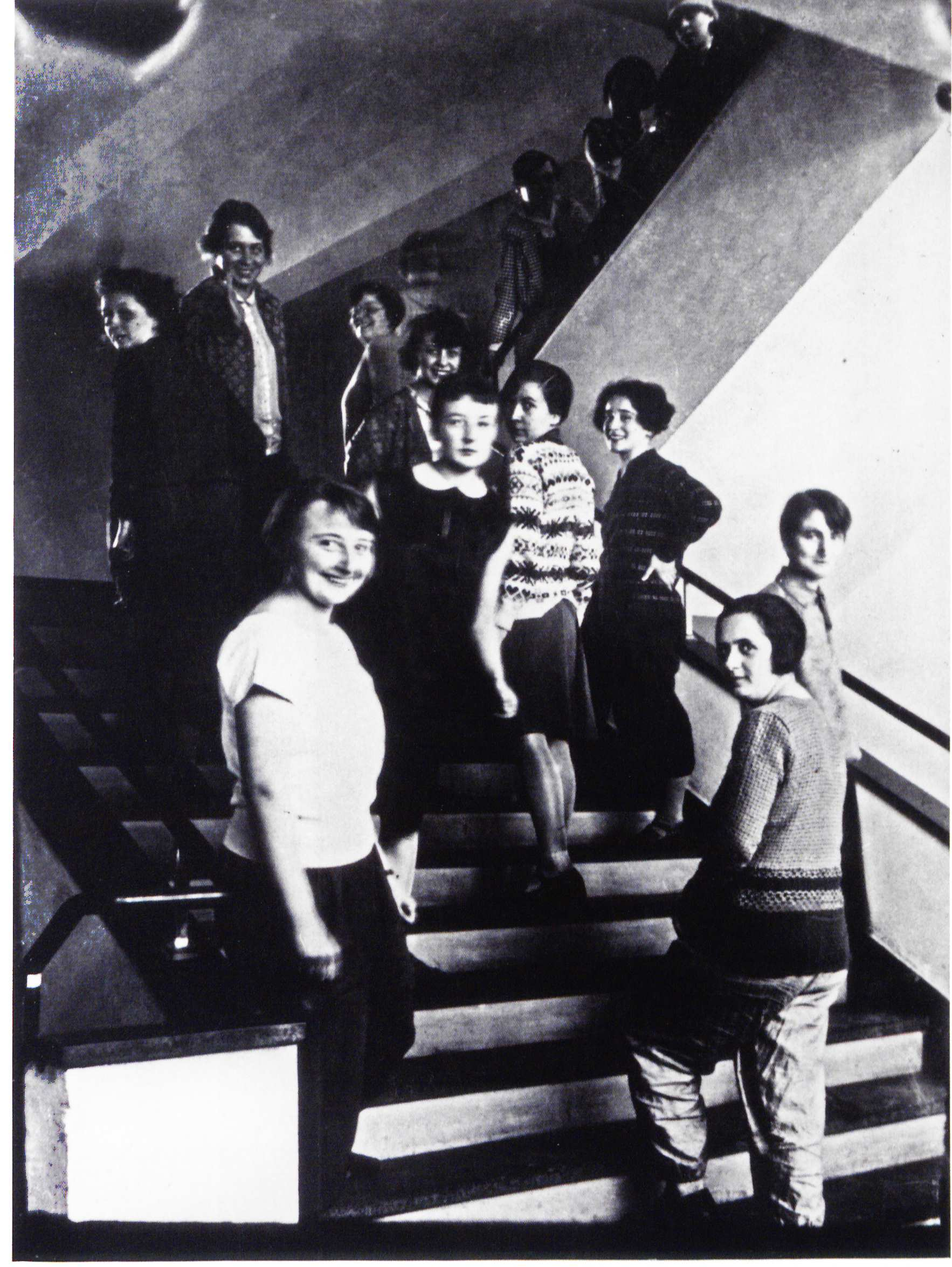
Bauhaus, 1927. Foto med kvinnliga studenter, där Monastirskaja syns på trappavsatsen.

Ljuba Monastirskaja syns på det välkända fotografi som visar kvinnliga studenter stående i en trappa inne i Bauhausbyggnaden. På denna bild, som Oskar Schlemmer arrangerade och senare delvis använde som förlaga för sin kända målning Bauhaustrappa (1932), kan man skymta Monastirskaja i bakgrunden stående vid sidan av Gunta Stölzl och strax ovanför Otti Berger.
Efter studietiden i Dessau arbetade Monastirskaja för två framstående tyska textilproducenter, först i Mössingen och därefter i Sagan. Hennes ambition var att fortsätta bo och arbeta i Tyskland. Det nazistiska maktövertagandet 1933 skulle dock sätta rättsliga hinder för det. Efter att en ny utlänningslag hade trätt i kraft blev hon senare samma år  arresterad och utvisad till Lettland.

### Tillbaka i Riga
En kort tid efter sin återkomst till Lettland gifte sig Monastirskaja 1934 med arkitekten Natan Kirsh, som också var lett av judisk härkomst. Samma år genomförde den lettiske premiärministern en statskupp, upplöste parlamentet och etablerade en auktoritär nationalistisk regim. Under slagord som "Lettland åt letterna" försökte landets ledning göra slut på det gamla tyska, ryska och även judiska kulturinflytandet. På så sätt ville man skapa en specifik lettisk kultur, i stort baserad på nationalromantiska föreställningar och folklig kultur.
Detta medförde konsekvenser inom Monastirskajas yrkesområde. Hon försökte i mitten av 1930-talet att etablera sin egen affärsverksamhet som formgivare och textilproducent, men det skulle visa sig att de moderna mönster som hon tillhandahöll inte efterfrågades i någon högre grad. Hon tillhörde dessutom flera av de minoriteter som kom att marginaliseras genom den nya regimens politik: rysktalande och judisk, och därtill utbildad i Tyskland.
Omedelbart efter den nazityska invasionen av Lettland sommaren 1941 inleddes förföljelsen av lettiska judar. Tidigt på hösten placerades Monastirskaja, i likhet med majoriteten av de 40 000 judar som bodde i Riga, i ett specialbyggt getto. Dessförinnan hade hennes man bortförts till Biķernieki och deras son (född 1938) dödats av en förlupen kula. Den 30 november 1941 fördes hon och 12 000 andra från gettot till Rumbula, ett avskilt skogsområde tio kilometer sydost om Riga, där hon tvingades ner i en massgrav och sköts. Denna massaker, den första av två i Rumbula, förövades av Einsatzgruppe A med hjälp av lettisk så kallad hjälppolis bestående av frivilliga högerextremister samt vanlig ordningspolis.

## Verk
I och med Monastirskajas fångenskap i Rigas getto och massakern i Rumbula var det inte bara hennes liv som togs ifrån henne. Också hennes tillhörigheter och verksamling förstördes eller försvann. Detta var en del av den nazistiska utrotningpolitken: att utplåna människors liv och därtill deras kultur, böcker, konst och minnen.
Endast ett fåtal av hennes verk har bevarats. TextielMuseum i Tilburg har tre små arbetsprover från hennes studietid i sin samling. Dessa visades offentligt för första gången 2023 i en utställning i ett konstcenter i Riga.

## Bildgalleri
Ljuba Monastirskaja är kvinnan på bilderna från Bauhaus som bär glasögon.

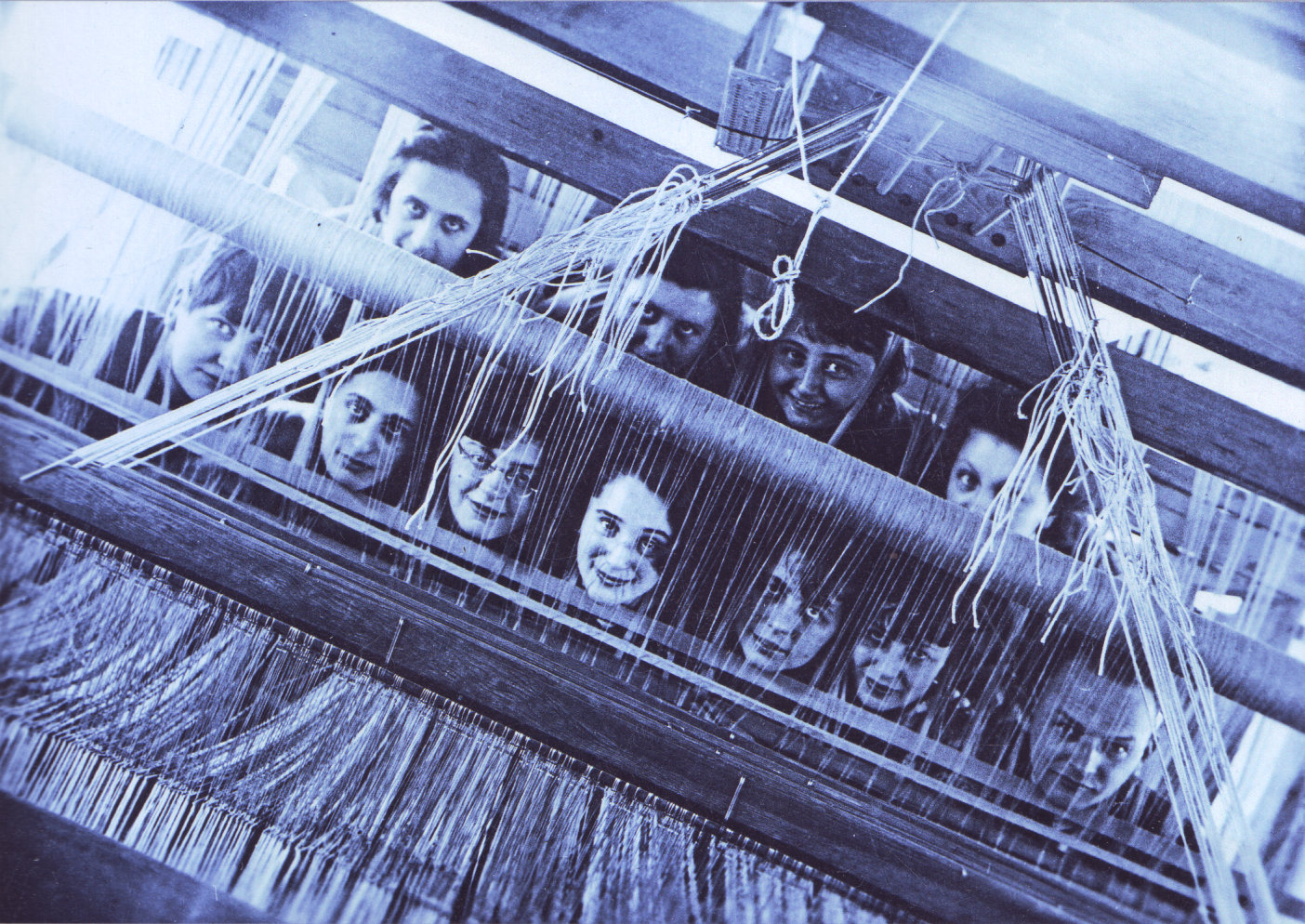
Bauhaus, 1927
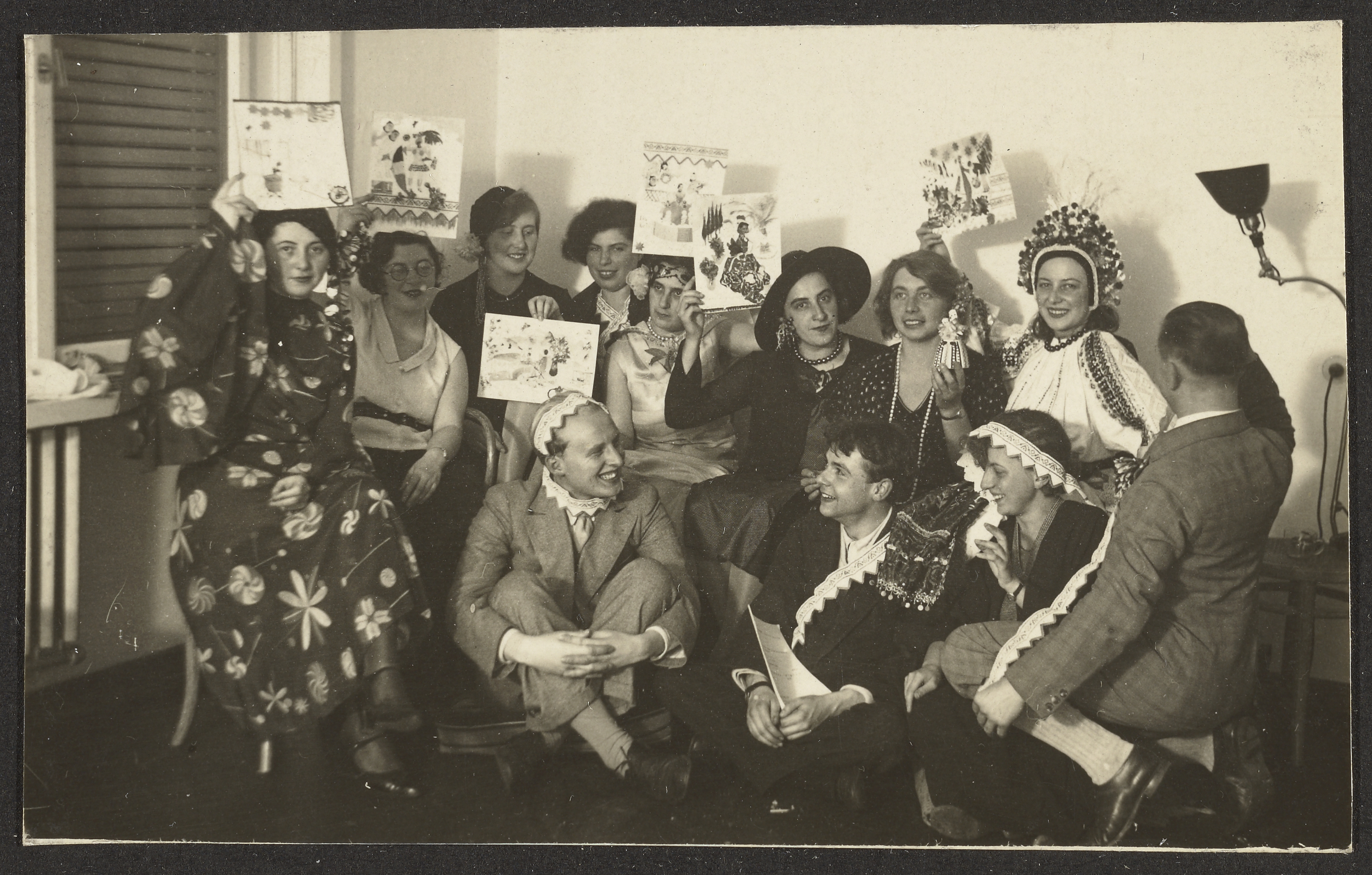
Examensfest, Bauhaus, 1930
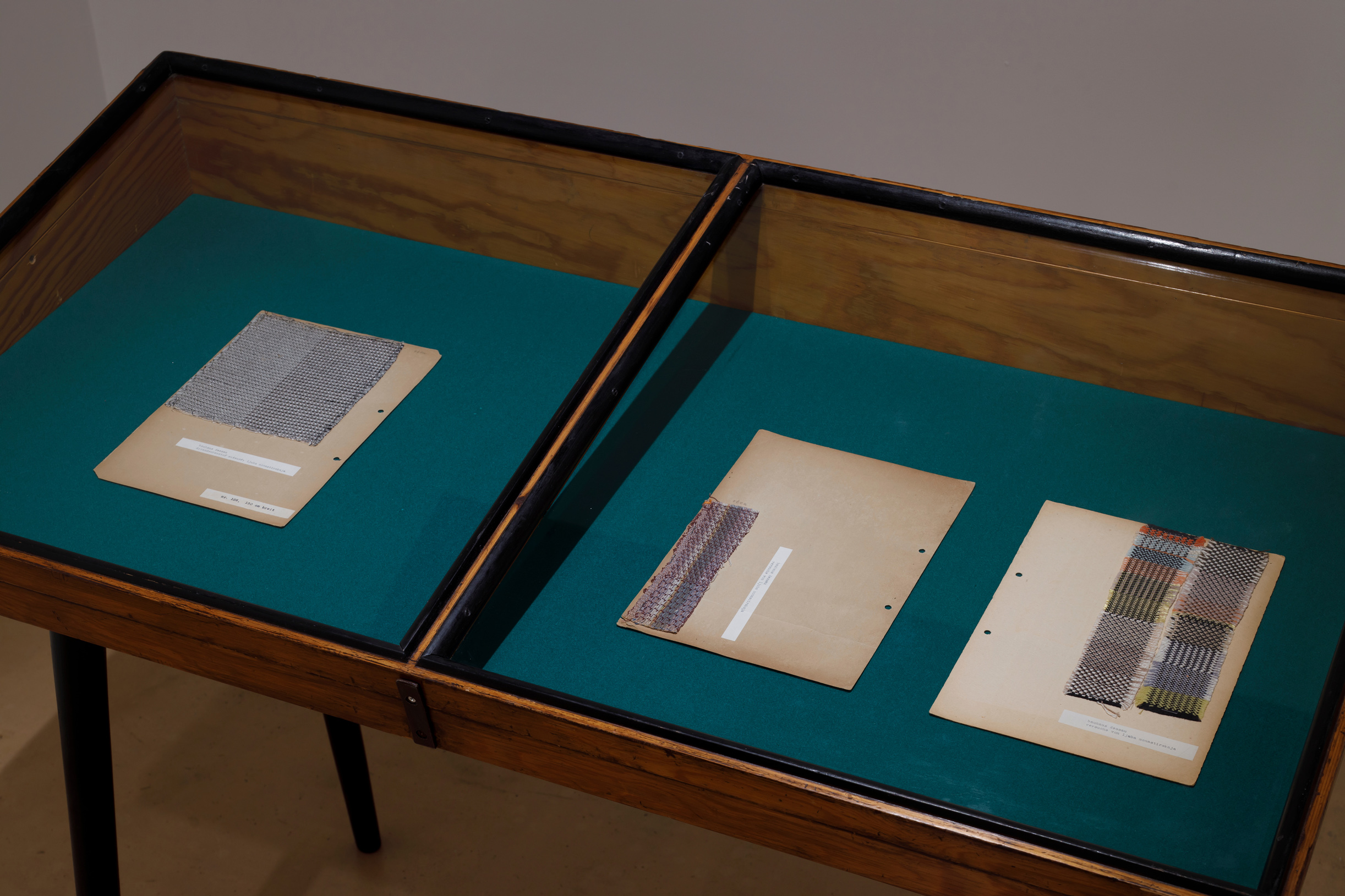
Utställning, Riga, 2023